# Шевченко (Александрийский район)
Шевченко (укр. Шевченка) — село в Онуфриевской поселковой общине Александрийского района Кировоградской области Украины
До 2020 года входило в Онуфриевский район
Население по переписи 2001 года составляло 142 человека. Почтовый индекс — 28110. Телефонный код — 5238. Код КОАТУУ — 3524655402.